# Предварительное голосование «Единой России» (2021)
Предварительное голосование Единой России (2021) (разг. «праймериз», «внутрипартийные выборы») — общенародный отбор кандидатов партией «Единая Россия» для предстоящих в сентябре того же года выборах в Государственную Думу Российской Федерации VIII созыва, а также в законодательные (представительные) органы субъектов Российской Федерации. Голосование состоялось 24–30 мая 2021 года по всей России.
Согласно официальным данным в нём приняли участие более 10 млн граждан (около 10 % избирателей). Однако согласно электоральным экспертам явка была завышена более чем на порядок. Свою кандидатуру на предварительное голосование мог выдвинуть любой гражданин России, имеющий пассивное избирательное право (за целым рядом исключений). Руководитель оргкомитета — Александр Карелин.
Каждый кандидат в депутаты должен записать два видеоролика.
Одновременно происходило голосование по отбору кандидатов в местные и региональные органы власти, которые пройдут в Единый день голосования 19 сентября 2021 года.

## Предыстория
В 2009 году в Устав «Единой России» было введено положение об обязательном проведении предварительного голосования. Перед выборами в Государственную думу 2011 года партия провела «Общенародный праймериз». Несмотря на своё название, голосование был внутрипартийным, где право избирать имели не все граждане, а лишь специально отобранные региональными координационными советами выборщики, которых в стране оказалось около 200 тыс. человек (0,21 % от общего числа избирателей). При этом число выборщиков во время голосования было примерно в 10 раз меньшим, чем количество членов «Единой России» (на середину 2010 года в партии было более 2 млн членов). С учётом того, что среди выборщиков лишь половина была членами «Единой России», то правом избирать на «Общенародном праймериз» были наделены лишь около 5 % членов этой партии. Самовыдвижение кандидатов не было предусмотрено. Для участия в «Общенародном праймериз» 2011 года кандидат (он мог быть как членом «Единой России», так и беспартийным) должен был быть выдвинут либо одним из высших органов «Единой России», либо координационным советом Общероссийского народного фронта. По оценке исследователя А. Ю. Янклович, «Общенародный праймериз» был прежде всего внутрипартийным мероприятием, которое не оказало существенного влияния на избирательную кампанию в Государственную думу 2011 года. Кроме того, результаты голосования на «Общенародном праймериз» были в большинстве случаев проигнорированы. Из 80 списков региональных групп кандидатов в депутаты Государственной думы, которых выдвинул съезд «Единой России» только 8 списков совпали со списками победителей «Общенародного праймериз». Всё же мероприятие сыграло роль в отсеве кандидатов: имели место случаи, когда действующие депутаты Государственной думы, увидев, что не пользуются поддержкой выборщиков, снимали свои кандидатуры. Например, в Алтайском крае в 2011 году с голосования снялись два действующих депутата Государственной думы после того, как один из них получил низкий результат на первых 4-х площадках для голосования, а второй проиграл по итогам 11 площадок.
В дальнейшем «Единая Россия» стала иногда применять «открытую» модель праймериз, позволяющую голосовать всем желающим избирателям. В 2014 году на предварительном голосовании «Единой России» перед выборами в Московскую городскую думу проголосовать мог практически любой гражданин, а не только зарегистрированные выборщики.
Перед выборами в Государственную Думу в 2016 году было также проведено предварительное голосование.

## Название и правовой статус
В российском законодательстве понятия «праймериз» (предварительные выборы) и «предварительное голосование» отсутствуют. С точки зрения российского законодательства кандидаты от партий выдвигаются их съездами (на региональном уровне партийной конференцией или общим собранием, а в случае отсутствия регионального отделения назначаются партийным органом). Внутрипартийные выборы «Единой России» называются «предварительное голосование» и регулируются внутрипартийными документами.
Один из самовыдвиженцев, участников предварительного голосования – кандидат в депутаты Государственной Думы Российской Федерации VIII созыва Дмитрий Удалов, в своем программном видеообращении предложил законодательную инициативу для существующей политической избирательной системы : 

 «…Создать в России единый государственный праймериз для всех политических партий и беспартийных самовыдвиженцев. Что бы избиратели могли заблаговременно познакомиться поближе с каждым из кандидатов.  Всесторонне оценить все их достоинства, недостатки, а так же возможности применения ими своих знаний, навыков и умений для Российского государства и его народа». 
— Официальный сайт партии "Единой России" 
Так же инициативы Дмитрий Удалова по нормативно-правовому регулированию процессов предварительных выборов и о необходимости создания единого Всероссийского предварительного голосования были опубликованы на сайтах РОИ (Российской общественной инициативы)  и на платформе change.org . Уже в первые дни за данные предложения проголосовали несколько сотен человек.

## Предвыборные дебаты

### Явка
Голосование 24–30 мая 2021 года осуществлялось на нескольких тысячах участков, а также в онлайн-формате.
Проголосовать мог любой гражданин России, обладающий активным избирательным правом и пришедший на участок и предоставивший свои персональные данные. Кроме того, право голоса получили несовершеннолетние на момент проведения предварительного голосования граждане (если им 18 в день выборов 19 сентября 2021 года).

## Критика
На выборах замечены статистические аномалии, которые свидетельствуют о крупных фальсификациях результатов голосования. 
Так, по мнению специалиста по электоральной статистике Сергея Шпилькина, количество приписанных голосов во многих регионах, включая Москву, более чем в десять раз превышает количество реальных голосов.
Сергей Шпилькин провел анализ данных по участкам, которые были опубликованы 31 мая на сайте голосования. Однако около 15:00 31 мая детализацию результатов по участкам убрали, остались только итоги по округам и спискам. Согласно его анализу, на московских участках реальные результаты кандидатов были около десятка голосов, но некоторым кандидатам приписывали на участках по 100-200 голосов. При этом на разных участках голоса приписывали разным кандидатам. Таким образом победителям оказывался не тот кандидат, за которого больше всего проголосовало избирателей, и не тот кандидат, которому больше всего приписывали голосов на участках, а тот кандидат, которому приписали голосов на большем количестве участков. В некоторых случаях один кандидат побеждал другого с огромным перевесом в одном участке, но проигрывал с таким же огромным разрывом на соседнем участке. Например, Александр Мажуга набрал 12 голосов против 130 голосов Анны Загайновой на участке 77.069.47, но на соседнем участке 77.069.48 Александр Мажуга набрал 145 голосов против 0 голосов Анны Загайновой. При этом количество голосов не зависит от известности кандидата. Сергей Шпилькин считает, что единственным объяснением такого распределения голосов являются массовые фальсификации с использованием системы электронного голосования.
Учитывая электронный порядок голосования на предварительном голосовании, через портал Госуслуг и прямой доступ к нему многофункциональных центров МФЦ находящихся в прямом подчинении органов местного самоуправления, а также номера СНИЛС для доступа — копии которых имеются в кадрах организаций и учреждений. Журналисты предположили, что имелась возможность административного ресурса для накрутки электронных голосов нужным кандидатам.

## Взломы аккаунтов на Госуслугах
4 июня 2021 года в пресс-службе Министерства цифрового развития, связи и массовых коммуникаций подтвердили факты взломов аккаунтов на Портале государственных услуг Российской Федерации для голосования на предварительном голосовании «Единой России» без ведома пользователей.